# Planeta Česko
Planeta Česko je český přirodovědný popularizační film režiséra a scenáristy Mariána Poláka.

## Obsah
Autorský tým se v dokumentárním snímku věnuje krásám a úkazům české přírody, která bývá často zastíněna přirodopisnými dokumenty světové produkce, například stanice BBC. Snímek je koncipovaný jako film pro dcery režiséra, kterým chce ukázat, že česká příroda není nudná, naopak si zaslouží naši pozornost, obdiv a ochranu. Film srovnává stav české přírody v současnosti a v době, kdy autor jako student točil film Jaro v bažině (ze kterého jsou ve filmu ukázky) na rybníce poblíž svého domova. Film vznikl v rámci projektu Příroda, koho to zajímá! Do kin byl film uveden 22. března 2018, televizní premiéru měl na Nový rok 2019 od 20:00 na ČT2.

## Recenze
Mirka Spáčilová v recenzi zkritizovala komentář a to, že se režisér staví do role hlavního hrdiny. Jan Varga naopak uvádí, že osoba hlavního hrdiny příběh nenarušuje. Biolog David Storch si film velmi pochvaluje a tvrdí, že autorský záměr ukázat, jak „jedinec objevuje přírodu kolem nás“, se velmi povedl a odlišuje tak film od přírodovědných dokumentů BBC. Dále že film ukazuje divokou přírodu i na místech, kde ji člověk nečeká (továrny, hnědouhelné doly).

## Zobrazení živočichové
- ještěrka zelená
- ledňáček říční
- datlík tříprstý, lýkožrout smrkový, střízlík obecný, kulíšek nejmenší, tetřev hlušec, plšík lískový a králíček obecný na Šumavě
- skokan ostronosý
- užovky podplamaté u pražské zoo
- sysel obecný na sídlišti v Mladé Boleslavi a chocholouš obecný na nedalekém parkovišti
- bažant obecný
- modrásek hořcový a mravenci Myrmica rugulosa na střelnici
- listonoh letní a žábronožka letní na vojenském cvičišti
- zubr evropský, exmoorský pony a pratur v Milovicích
- bobr evropský
- čejka chocholatá, racek chechtavý, pisila čáponohá a další bahňáci
- losos obecný v Kamenici
- sokol stěhovavý a čáp černý v Českém Švýcarsku, sokol také na komíně elektrárny
- bělořit šedý a mufloni v hnědouhelném dolu u zámku Jezeří
- slavík modráček, linduška úhorní, vážka červená, šídlo královské a šidélko páskované také v hnědouhelných dolech
- tesařík alpský a lumek veliký v přírodní rezervaci Velký a Malý Bezděz
- vlaštovky na nádraží v Suchdole nad Odrou
- úhoř říční
- opět užovky podplamaté a okoun říční, tentokrát pod Brněnskou přehradou
- zedníček skalní v opuštěném lomu na Pálavě a v továrně v západních Čechách
- volavka popelavá, vydra říční, káňata a orel mořský u částečně zamrzlého rybníka
- čáp bílý a opět tesařík alpský v lužních lesích na soutoku Moravy a Dyje
- chřástal polní
- dlouhozobka
- husy na Věstonické nádrži